# ویلند ۸۱۰۸
سیارک ۸۱۰۸ (به انگلیسی: 8108 Wieland، نامگذاری:1995BC16) هشت هزار و صد و هشتمین سیارک کشف شده‌است که در ۳۰ ژانویه ۱۹۹۵ کشف شد.
قدر مطلق سیارک برابر ۱۴٫۰۰ است.